# Heddernheim
Heddernheim, Frankfurt-Heddernheim – 24. dzielnica (Stadtteil) miasta Frankfurt nad Menem, w Niemczech, w kraju związkowym Hesja. Należy do okręgu administracyjnego Nord-West.
Aliancki nalot 8 marca 1945 na zakłady przemysłowe w Heddernheim nie doszedł do skutku. Wskutek błędu nawigatorów został zbombardowany Bad Homburg vor der Höhe.